# Степлинг, Йозеф
Йозеф Степлинг (нем. Joseph Stepling; 29 июня 1716, Регенсбург – 11 июля 1778, Прага, Королевство Богемия ) – богемский иезуит, учёный, астроном, математик, педагог.

## Биография

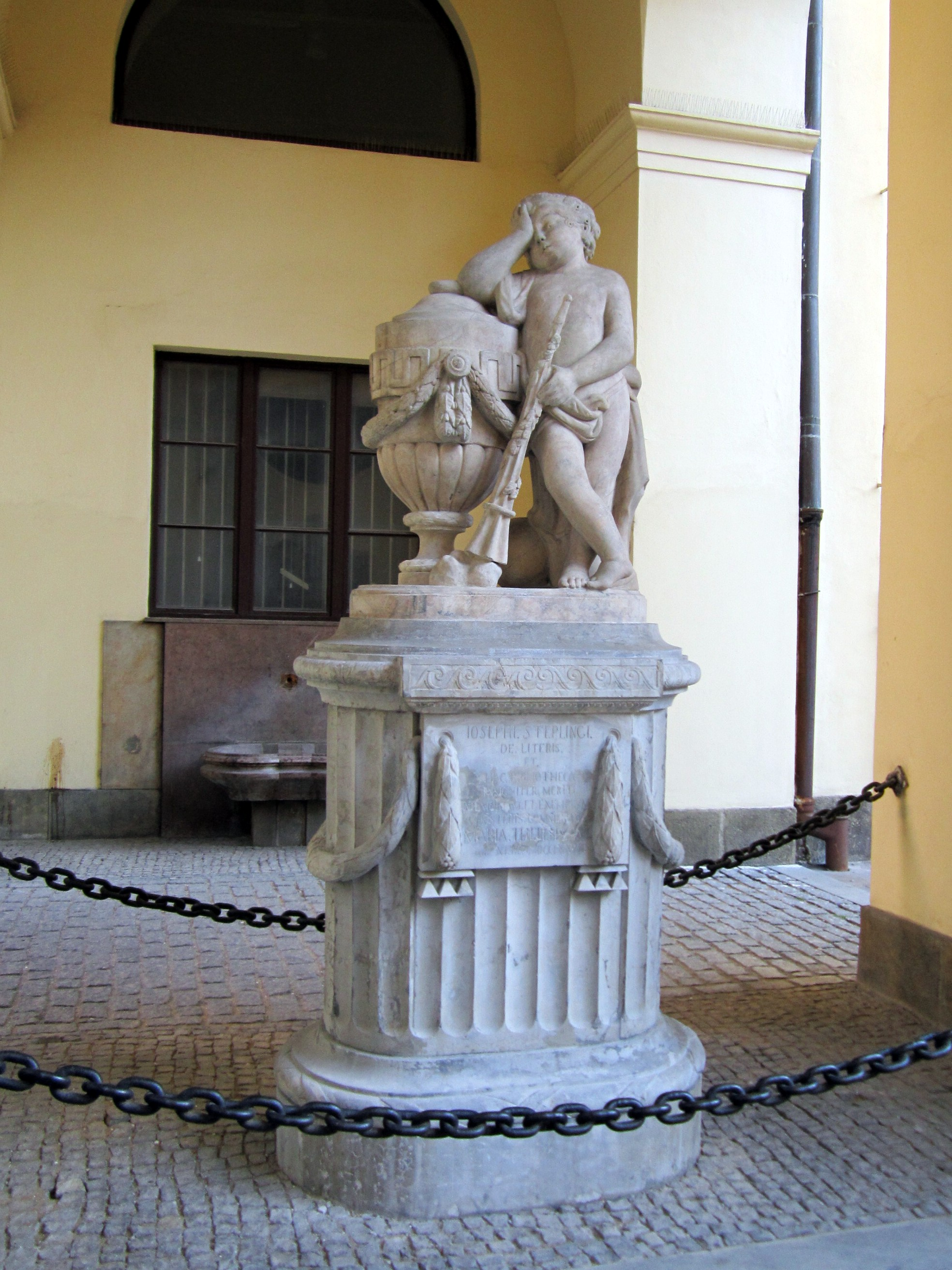
Игнац Франц Платцер. Памятник Степлингу в Клементинуме

Немецко-чешского происхождения. Родился в семье секретаря Рейхстага в Регенсбурге , его мать была родом из Богемии.
В 1733 году вступил в орден иезуитов, учился в иезуитских коллегиумах в Оломоуце, Клодзко и Праге.  В 1743 году закончил обучаться католическому богословию . После рукоположения – преподаватель иезуитского коллегиума Клементинум в Праге, где преподавал математику и физику послушникам.
В 1748 году отказался от преподавания из-за несогласия с учением Аристотеля .
Несколько раз измерял географические данные Праги. По его просьбе в 1751 году в Клементинуме была создана обсерватория, которую он возглавил. В 1752 году ввёл регулярные метеорологические наблюдения в Клементинуме.
С 1753 года – декан факультетов математики и физики Пражского университета, читал лекции по теории Исаака Ньютона, Христиана Вольфа и Леонарда Эйлера . В 1770 году был одним из соучредителей Учёного общества в Праге. После роспуска ордена иезуитов в 1773 году продолжал преподавать в Клементинуме.
Научная деятельность Степлинга была в основном сосредоточена на астрономии . Также он  занимался, среди прочего, аберрацией звёзд и наклоном земной оси. В 1775 году  провёл ряд геофизических измерений.
Его именем назван назван астероид ( 6540) Степлинг .